# Николај Хенрикович Хартвиг
Николај Хенрикович Хартвиг (рус. Николай Генрихович Гартвиг; Гори, 16. децембар 1857 — Београд, 10. јул 1914), је био руски дипломата, посланик у Краљевини Србији од 1909. до 1914.
Преминуо је у аустро-угарском посланству (данашња зграда Београдске надбискупије), приликом посете аустроугарском посланику Гизлу од Гизлингена 27. јуна 1914. по старом (10. јула по новом календару).